# Reducción catalítica selectiva

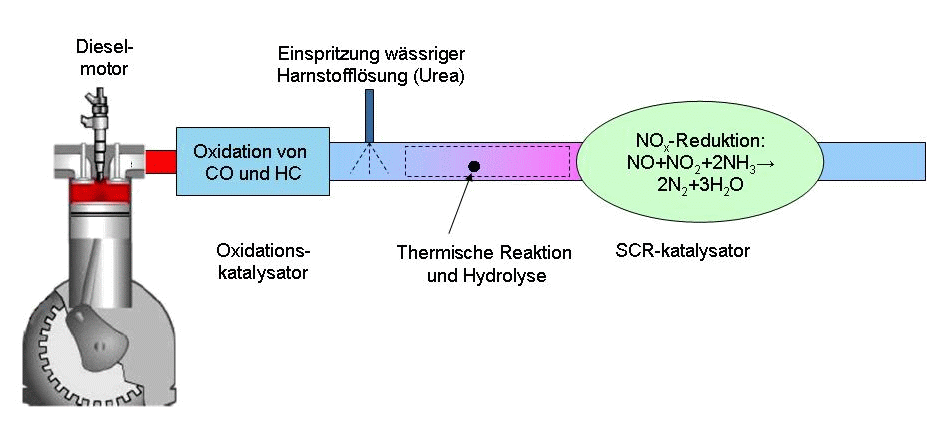
Representación esquemática de la línea de gases de escape de un motor diésel con catalizador de oxidación, inyección de urea y catalizador SCR.

La reducción catalítica selectiva (SCR) es un proceso para convertir óxidos de nitrógeno (también conocidos como NO
x) en nitrógeno diatómico (N
2) y agua (H
2O), con la ayuda de un catalizador. Un agente reductor, típicamente amoníaco (NH
3),  hidróxido de amonio (NH
4OH) o urea (CO(NH
2)
2), se añade a una corriente de humos o gases de escape y se hace reaccionar con un catalizador. En caso de usar urea, a medida que la reacción avanza hacia su finalización, se producen nitrógeno (N
2) y dióxido de carbono (CO
2).
La reducción catalítica selectiva de NO
x usando amoníaco como agente reductor fue patentado en los Estados Unidos por Engelhard Corporation en 1957. El desarrollo de la tecnología SCR continuó en Japón y los Estados Unidos a principios de la década de 1960, con investigaciones centradas en agentes catalizadores menos costosos y más duraderos. El primer SCR a gran escala fue instalado por IHI Corporation en 1978.
Los sistemas comerciales de reducción catalítica selectiva se encuentran típicamente en grandes calderas y plantas incineradoras, y se ha demostrado que reducen las emisiones NO
x en un 70-95%. Aplicaciones más recientes incluyen los motores diésel, como los que se encuentran en grandes buques, locomotoras diésel, turbinas de gas e incluso automóviles.
Los sistemas SCR son ahora el método preferido para cumplir con los estándares de emisiones diésel Tier 4 Final y EURO 6 para camiones pesados y también para automóviles y vehículos comerciales ligeros. En muchos casos, las emisiones de NO
x y PM (materia en partículas) se han reducido en más del 90% en comparación con los vehículos de principios de la década de 1990.

## Química
La reacción de reducción NO
x tiene lugar cuando los gases pasan a través de la cámara del catalizador. Antes de entrar en el catalizador, se inyecta amoníaco u otro reductor (como la urea), que se mezcla con los gases. La ecuación química para una reacción estequiométrica que usa amoníaco para un proceso de reducción catalítica selectiva es la siguiente:
{\displaystyle {2NO}+{2NH_{3}}+{{\frac {1}{2}}O_{2}}\rightarrow {2N_{2}}+{3H_{2}O}}
{\displaystyle {NO_{2}}+{2NH_{3}}+{{\frac {1}{2}}O_{2}}\rightarrow {{\frac {3}{2}}N_{2}}+{3H_{2}O}}
{\displaystyle {NO}+{NO_{2}}+{2NH_{3}}\rightarrow {2N_{2}}+{3H_{2}O}}
Con varias reacciones secundarias:
{\displaystyle {SO_{2}}+{{\frac {1}{2}}O_{2}}\rightarrow {SO_{3}}}
{\displaystyle {2NH_{3}}+{SO_{3}}+{H_{2}O}\rightarrow {(NH_{4})_{2}SO_{4}}}
{\displaystyle {NH_{3}}+{SO_{3}}+{H_{2}O}\rightarrow {NH_{4}HSO_{4}}}
La reacción con urea en lugar del amoníaco es la siguiente:
{\displaystyle {2NO}+{CO(NH_{2})_{2}}+{{\frac {1}{2}}O_{2}}\rightarrow {2N_{2}}+{2H_{2}O}+{CO_{2}}}
La reacción ideal tiene un rango de temperatura óptimo entre 630 y 720 K (357 y 447°C), pero puede operar de 500 a 720 K (227 a 447 °C) con tiempos de residencia más largos. La temperatura mínima efectiva depende de los diversos combustibles, componentes de los gases y geometría del catalizador. Otros posibles reductores incluyen el ácido cianúrico y el sulfato de amonio.

## Catalizadores
Los catalizadores SCR están hechos de varios materiales cerámicos porosos utilizados como soporte (como el óxido de titanio) y los componentes catalíticos activos suelen ser óxidos de metales básicos (como vanadio, molibdeno y tungsteno), zeolitas o diversos metales preciosos. También ha sido desarrollado otro catalizador basado en carbón activado que es aplicable para la eliminación de NO
x a bajas temperaturas. Cada componente catalizador tiene ventajas y desventajas.
Los catalizadores de metales básicos, como el vanadio y el tungsteno, carecen de una alta durabilidad térmica, pero son menos costosos y funcionan muy bien en los rangos de temperatura más comúnmente aplicados en aplicaciones de calderas industriales y de servicios públicos. La durabilidad térmica es particularmente importante para las aplicaciones SCR automotrices que incorporan el uso de un filtro antipartículas con regeneración forzada. También tienen un alto potencial catalizador para oxidar SO
2 en SO
3, lo que puede ser extremadamente dañino debido a sus propiedades ácidas.
Los catalizadores de zeolita tienen el potencial de operar a una temperatura sustancialmente más alta que los catalizadores de metal base; pueden soportar un funcionamiento prolongado a temperaturas de 900 K (627 °C) y condiciones transitorias de hasta 1120 K (847 °C). Las zeolitas también tienen un potencial menor de oxidación de SO2 y esto disminuye los riesgos de corrosión relacionados. Se han desarrollado SCRs de zeolita-urea con intercambio de hierro - y cobre- con un rendimiento aproximadamente igual al de los SCR de vanadio-urea cuando la proporción de NO
2 es del 20% al 50% del NO
x total.
Las dos geometrías de catalizador más comunes que se utilizan en la actualidad son los catalizadores de panal y los catalizadores de placa. La forma de panal generalmente consiste en una cerámica extruida aplicada de manera homogénea en todo el soporte o revestida sobre el sustrato. Al igual que los diversos tipos de componentes catalizadores, su configuración también tiene ventajas y desventajas. Los catalizadores de tipo placa tienen caídas de presión más bajas y son menos susceptibles a obstruirse que los de tipo panal, pero son mucho más grandes y más costosos. Las configuraciones en forma de panal son más pequeñas que los de tipo placa, pero tienen mayores caídas de presión y se tapan mucho más fácilmente. Un tercer tipo son los de forma corrugado, que comprende solo alrededor del 10% del mercado de aplicaciones para centrales eléctricas.

## Reductores
Actualmente, en aplicaciones SCR se utilizan varios reductores que contienen nitrógeno, incluido el amoníaco anhidro, el amoníaco acuoso o la urea disuelta. Estos tres reductores están ampliamente disponibles en grandes cantidades.
El amoníaco anhidro se puede almacenar como líquido a aproximadamente 10 bar en tanques de acero. Está clasificado como peligro por riesgo de inhalación, pero puede almacenarse y manipularse de manera segura si se siguen códigos y estándares bien desarrollados. Su ventaja es que no necesita más conversión para operar dentro de un SCR y generalmente es favorecido por los grandes operadores industriales de SCR. El amoníaco acuoso se debe vaporizar primero para poder usarlo, pero es sustancialmente más seguro de almacenar y transportar que el amoníaco anhidro. La urea es la más segura de almacenar, pero requiere la conversión a amoníaco mediante descomposición térmica para poder ser usado como un reductor eficaz.

## Limitaciones
Los sistemas SCR son sensibles a la contaminación y el taponamiento que resultan del funcionamiento normal o de eventos anormales. Muchos SCR tienen un tiempo de vida útil limitado debido a cantidades conocidas de contaminantes en el gas sin tratar. La gran mayoría de catalizadores del mercado tiene una estructura porosa y una geometría optimizada para aumentar su superficie específica. Esta porosidad le da al catalizador una alta área de superficie, que es esencial para la reducción de NO
x. Sin embargo, los poros se tapan fácilmente con partículas finas, sulfato de amonio, bisulfato de amonio y compuestos de sílice. Muchos de estos contaminantes se pueden eliminar mientras la unidad está en funcionamiento, mediante bocinas ultrasónicas o sopladores de hollín. La unidad también se puede limpiar durante una revisión o mediante el aumento de la temperatura de los gases de escape. El envenenamiento catalítico es más preocupantes para el rendimiento del SCR, porque degradará el catalizador y lo volverá ineficaz en la reducción de NO
x, posiblemente resultando en la oxidación del amoníaco, lo que aumentará las emisiones de NO
x. Estos venenos son los halógenos, metales alcalinos y alcalinotérreos, arsénico, fósforo, antimonio, cromo, plomo, mercurio y cobre.
La mayoría de los SCR requieren ajuste para funcionar correctamente. Parte del ajuste implica asegurar una distribución adecuada de amoníaco en la corriente de gas y una velocidad uniforme del gas a través del catalizador. Si no se realiza el ajuste, los SCR pueden presentar una reducción de NO
x ineficaz junto con un excesivo  deslizamiento de amoníaco debido a no utilizar de manera efectiva toda la superficie del catalizador. Otra parte del ajuste consiste en determinar el flujo de amoníaco adecuado para todas las condiciones del proceso. En general, el flujo de amoníaco se controla en función de las mediciones de NO
x tomadas de la corriente de gas o de las curvas de rendimiento preexistentes de un fabricante de motores (en el caso de turbinas de gas y de motores alternativos). Por lo general, todas las futuras condiciones operativas deben conocerse de antemano para diseñar y ajustar correctamente un sistema SCR.
El deslizamiento de amoníaco es un término de la industria para referirse al paso de amoníaco a través del SCR sin reaccionar. Esto ocurre cuando se inyecta amoníaco en exceso, cuando las temperaturas son demasiado bajas para que reaccione el amoníaco o cuando el catalizador se ha degradado.
La temperatura es la mayor limitación de los SCR. Todos los motores tienen un período durante su puesta en marcha en el que las temperaturas de escape son demasiado frías para que se produzca la reducción de NO
x, especialmente en climas fríos.

## Centrales eléctricas
En las estaciones de generación eléctrica se emplea la misma tecnología básica para la eliminación de NO
x de los gases de combustión producidos en la generación de energía y la industria. En general, la unidad SCR está ubicada entre el economizador del horno y el calentador de aire, y el amoníaco se inyecta en la cámara del catalizador a través de una rejilla de inyección de amoníaco. Al igual que en otras aplicaciones SCR, la temperatura de operación es crítica. El deslizamiento de amoníaco también es un problema para la tecnología SCR utilizada en las plantas de energía.
Otras cuestiones que deben considerarse en el uso de SCR para el control de NO
x en las plantas de energía son la formación de sulfato de amonio y bisulfato de amonio debido al contenido de azufre en el combustible, así como la formación indeseada de SO
3 a partir de SO
2 y O
2 presentes en los gases de combustión.
Otra dificultad operativa en las calderas de carbón es la mezcla del catalizador con las cenizas volantes de la combustión del combustible. Esto requiere el uso de sopladores de hollín, bocinas sónicas y un diseño cuidadoso de los conductos y los materiales del catalizador para evitar que se obstruya con las cenizas volantes. Los catalizadores SCR tienen un tiempo de vida útil de aproximadamente 16000 - 40000 horas (1,8 - 4,5 años) en centrales eléctricas de carbón, dependiendo de la composición de los gases de combustión, y hasta 80000 horas (9 años) en centrales eléctricas de gas.
Los venenos catalíticos, los compuestos de azufre y las cenizas volantes se pueden eliminar instalando depuradores antes del sistema SCR para aumentar la vida útil del catalizador, aunque la mayoría de los depuradores de las plantas se instalan después del sistema por razones de transferencia de energía térmica.